# M. Pietschmann
M. Pietschmann (n. 1959 ) es un micólogo, y botánico alemán, desarrollando sus actividades académicas en el Instituto de Microbiología de la Universidad de Gotinga.

## Algunas publicaciones
- m. Pietschmann, volkmar Wirth. 1989. Kritik der pflanzensoziologischen Klassifikation am Beispiel calciphytisch-saxicoler Flechten- und Moosgemeinschaften im Bereich des Frankendolomits. Bibliotheca lichenologica 33. Ed. ilustrada de J. Cramer, 155 pp. ISBN 3443580122

- ----------------------. 1986. Der floristische Vorhersagewert calciphytisch-saxicoler Flechten- und Moosgemeinschaften im Bereich des Frankendolomits. Ed. Friedrich-Alexander-Universität Erlangen-Nürnberg. 87 pp.

- La abreviatura «Pietschm.» se emplea para indicar a M. Pietschmann como autoridad en la descripción y clasificación científica de los vegetales.[2]